# Lindsaea bifida
Lindsaea bifida là một loài thực vật có mạch trong họ Dennstaedtiaceae. Loài này được (Kaulf.) Mett. ex Kuhn miêu tả khoa học đầu tiên năm 1882.